# Antonio Schenatti
Antonio Schenatti (Chiesa in Valmalenco, 3 maggio 1935 – Chiesa in Valmalenco, 18 giugno 2004) è stato un fondista italiano.

## Biografia
A 24 anni ha partecipato ai Giochi olimpici di Squaw Valley 1960, chiudendo 21º con il tempo di 3h26'32"2 nella 50 km.